# Мэтр, Эдмон
Луи Эдмон Мэтр (23 апреля 1840 — 29 мая 1898) — французский писатель, музыкант и коллекционер произведений искусства. 
Наиболее известен своей поддержкой и связью с импрессионистами и его близкой дружбой с Фредериком Базилем и Пьером-Огюстом Ренуаром. 
Его партнерша, Рафа Мэтр, была моделью для нескольких работ Ренуара.

## Биография
Принадлежал к высшему классу Бордо. Его семья отправила Мэтра изучать право в Париж. Он работал в парижской ратуше одновременно с Полем Верленом, с которым подружился. Познакомился с большим количеством художников. Был близким другом Шарля Бодлера. Зимой 1864-1865 годов стал завсегдатаем собраний в Лежосне.